# Seminars in Radiation Oncology
Seminars in Radiation Oncology, abgekürzt Semin. Radiat. Oncol. ist eine wissenschaftliche Fachzeitschrift, die vom Elsevier-Verlag veröffentlicht wird. Die Zeitschrift erscheint derzeit mit vier Ausgaben im Jahr. Es werden Übersichtsarbeiten aus dem Bereich der Onkologie veröffentlicht.
Der Impact Factor lag im Jahr 2015 bei 3,556. Nach der Statistik des ISI Web of Knowledge wird das Journal mit diesem Impact Factor in der Kategorie Onkologie an 75. Stelle von 213 Zeitschriften und in der Kategorie Radiologie, Nuklearmedizin und medizinische Bildgebung an 13. Stelle von 125 Zeitschriften geführt.